# Ercolano (città antica)
Ercolano (in latino Herculaneum) è un'antica città, corrispondente all'attuale Ercolano, la cui storia ha origine dal XII secolo a.C. per terminare nel 79, quando, a seguito dell'eruzione del Vesuvio, viene ricoperta sotto una coltre di materiali vulcanici, trasformatosi successivamente in pappamonte. Gli scavi della città, iniziati nel 1710, hanno riportato alla luce un sito archeologico entrato a far parte della lista dei patrimoni dell'umanità dell'UNESCO nel 1997: ogni anno attira oltre 300 000 visitatori.

## Storia
Secondo la leggenda, Dionigi di Alicarnasso narra che Ercolano sarebbe stata fondata da Ercole, di ritorno dall'Iberia con una mandria di buoi presi a Gerione, nel 1243 a.C., mentre storicamente non si hanno notizie certe sulla sua fondazione poiché mancano elementi di verifica come reperti, che non vanno oltre il II secolo a.C. Strabone sostiene che la città fu fondata dagli Osci nel XII secolo a.C.: l'ipotesi potrebbe essere veritiera in quanto sono state ritrovate alcune trascrizioni dalla lingua osca, la quale sarebbe rimasta in uso ad Ercolano fino alla conquista romana. Secondo altri invece la città fu fondata dagli Etruschi tra il X e l'VIII secolo a.C., quando tutto il territorio entra sotto l'influenza del popolo italico.

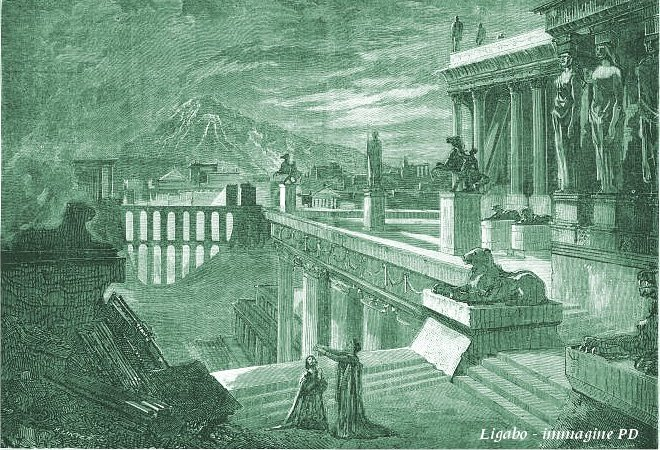
Ricostruzione immaginaria di Ercolano

Nel 479 a.C. Ercolano venne conquistata dai Greci, precisamente dai Pelasgi: sotto l'influsso del popolo ellenico venne adottato l'impianto urbano proposto da Ippodamo da Mileto, simile alla vicina Neapolis, di cui si sostiene fosse un suburbio; sotto i Greci compare per la prima volta la menzione di Ercolano, precisamente nel 314, in uno scritto di Teofrasto, con il nome greco di Ἡράκλεια. La città fu in seguito ampliata durante il V secolo a.C. dopo la conquista dei Sanniti; tra il IV ed il III secolo a.C. entra a far parte dell'orbita romana: se durante la seconda guerra sannitica è incerta la sua posizione, se schierata come nemica di Roma insieme a Napoli o come alleata con Pompei, nella terza guerra sannitica è contro i Romani, venendo successivamente sconfitta. È in questo periodo che i Romani iniziano a prediligere le ville lungo la costa ercolanense costruendo sfarzose dimore; durante la guerra sociale, entrata nella confederazione nocerina, la città venne assalita e conquistata nel 89 a.C. da un legato di Lucio Cornelio Silla, Tito Didio, facendo terminare quindi la sua indipendenza politica e divenendo municipio di Roma, amministrata da una colonia di veterani dell'esercito sillano. Al termine dell'età repubblicana era già divenuto un affermato centro di villeggiatura per l'aristocrazia romana: Lucio Anneo Seneca, nel suo De ira, narra che Gaio Giulio Cesare avrebbe distrutto una villa nei pressi della costa di Ercolano nei quali era stata relegata la madre, vendicandola. Durante l'epoca imperiale visse il periodo di massimo splendore grazie al tribuno, eletto nel 32 a.C., e in seguito dichiarato patrono, Marco Nonio Balbo, il quale promosse l'edificazione di nuovi edifici, come la Basilica e la restaurazione delle mura: nello stesso periodo seguono la costruzione del Teatro, dell'acquedotto e di due complessi termali.

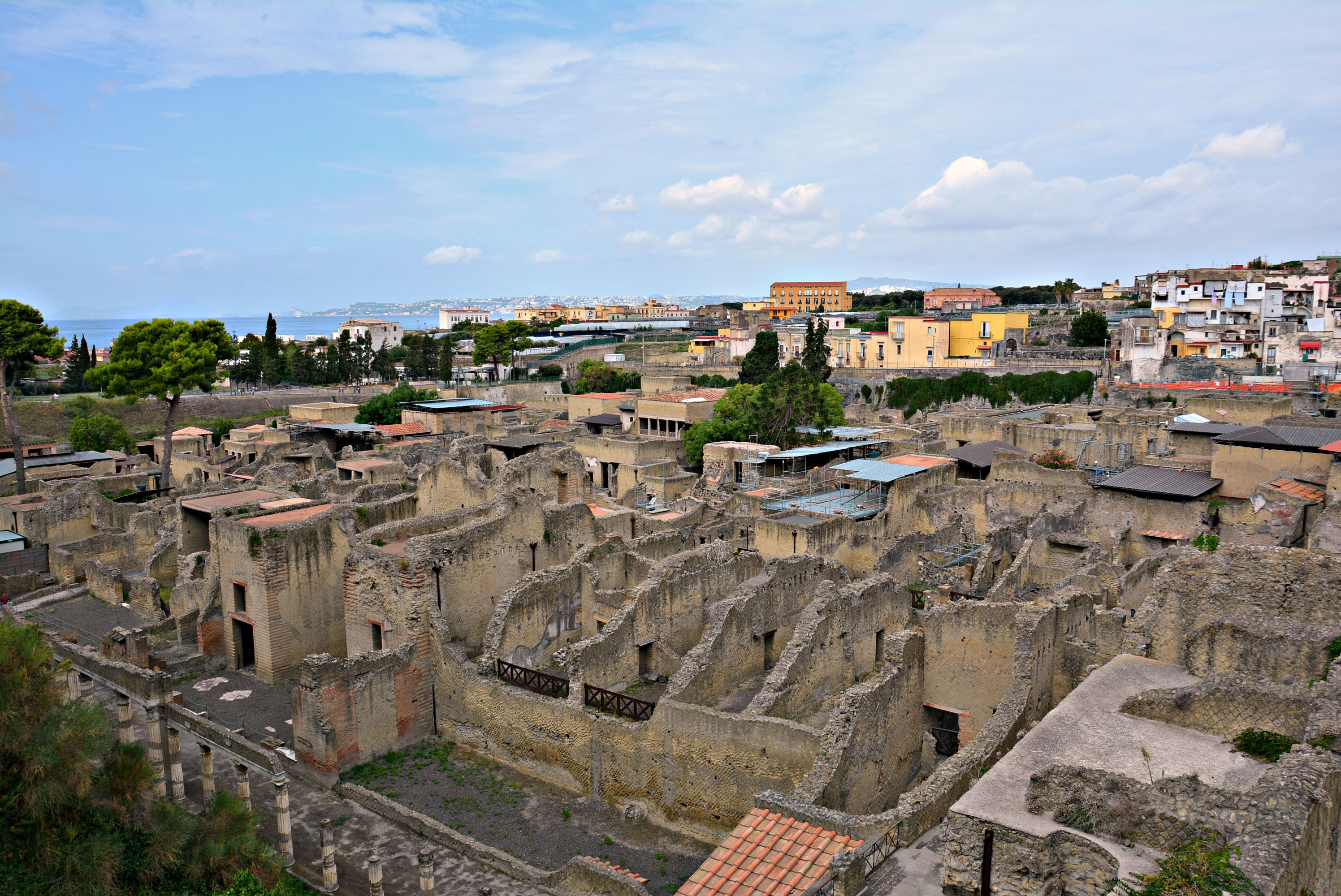
Veduta di Ercolano

Nel 62 Ercolano fu colpita da un terremoto che rese necessari lavori di ristrutturazione: da un'epigrafe risulta che Vespasiano fece restaurare a sue spese la Basilica e un tempio. Non erano ancora terminati i restauri che nel 79, precisamente il 25 agosto, o comunque un periodo posteriore a questa data, venne interessata dall'eruzione del Vesuvio: rispetto a Pompei non subì la pioggia di ceneri e lapilli a causa della direzione del vento, pur trovandosi alle pendici del monte. Tuttavia nel corso della notte, a seguito del crollo della colonna di materiali vulcanici, venne investita da colate piroclastiche alla velocità di oltre cento km/h ad elevata temperatura, formate da acqua, fango, roccia e pomici liquefatte, le quali la ricoprirono sotto uno strato variabile dai dieci ai quindici metri, successivamente arrivato a venticinque a seguito di altre eruzioni, come quella del 1631. Tale materiale con il passare degli anni si è solidificato diventando pappamonte, una sorta di tufo ma più tenero, che ha permesso di conservare materiali organici come legno, papiri e alimenti, carbonizzati istantaneamente dalle alte temperature delle colate piroclastiche. Ercolano quindi cessa di esistere; dopo l'eruzione non si assiste alla ripresa di un centro abitato: nel 121 Adriano ordina di riaprire la strada litoranea che passa per la città e che va da Napoli verso Stabia e Nocera, lungo la quale viene costruita qualche sporadica casa.

## Urbanistica

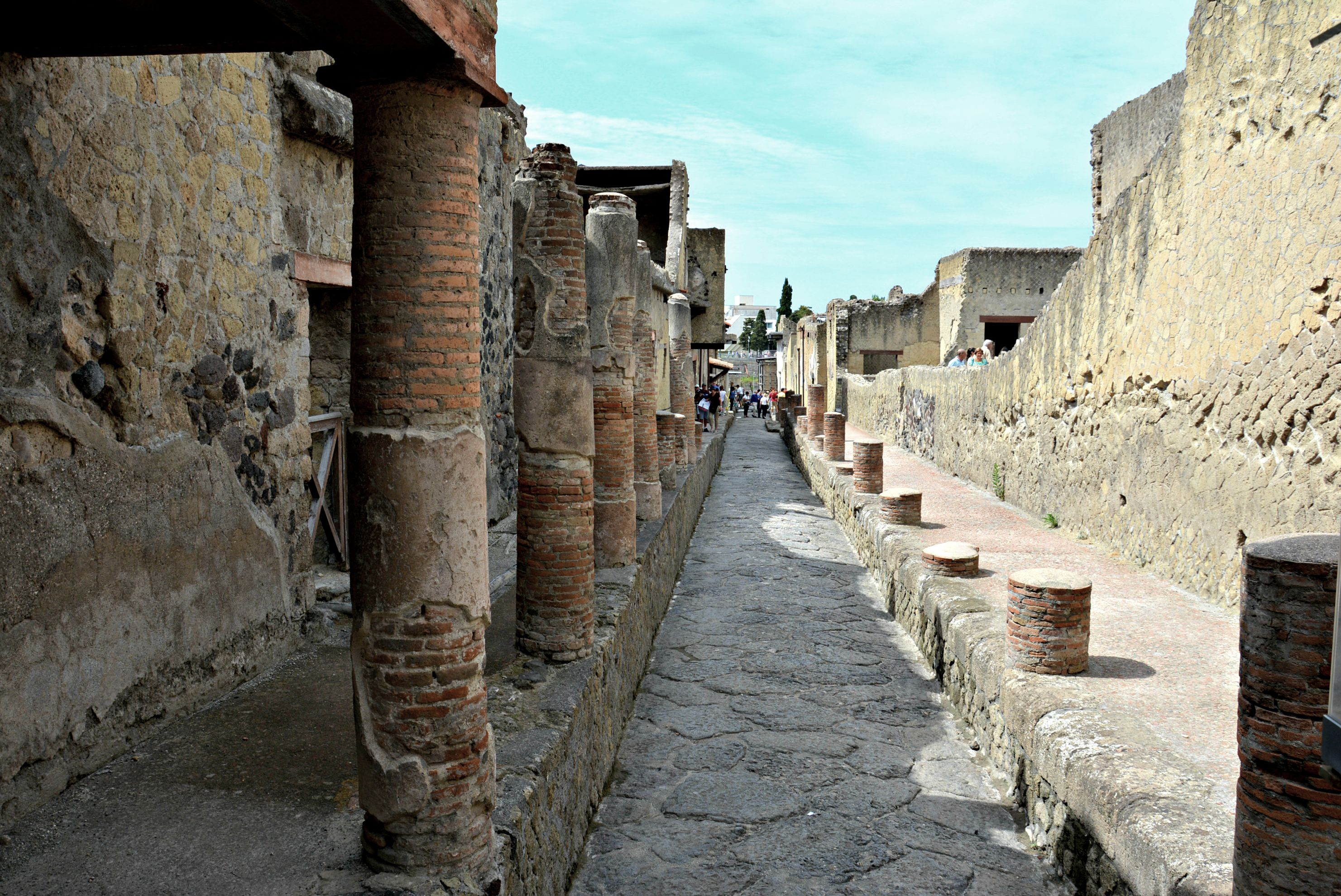
Il cardo IV

Ercolano venne costruita nella zona centrale del golfo di Napoli, ai piedi del Vesuvio, su un pianoro vulcanico a strapiombo sul mare, protetto all'estremità nord e sud da due valloni nei quali scorrevano due torrenti; Lucio Cornelio Sisenna così la descrive:
(Lucio Cornelio Sisenna)
Strabone invece ne loda l'aria salubre e la sua posizione strategica lungo la via litoranea. Nell'urbanistica ripercorre il modello greco proposto da Ippodamo da Mileto: protetta da mura, aveva una forma di scacchiera regolare, suddivisa in lotti rettangolari chiamati insule, definita da due tipi di assi stradali, ossia i decumani, che ad Ercolano erano tre e correvano da est verso ovest, seguendo la linea di costa, e i cardini, che erano cinque e correvano da nord verso sud scendevano dal Vesuvio al mare; le strade erano pavimentate con pietra vulcanica o calcarea e presentavano ai lati dei marciapiedi talvolta coperti da portici nei pressi delle dimore più ricche o, come nel caso del decumano massimo, coperti per tutta la sua lunghezza. In totale Ercolano aveva un'estensione di circa venti ettari per una popolazione che, al momento dell'eruzione, si aggirava tra le 4 000 e le 5 000 unità: la maggior parte delle persone riuscì a mettersi in salvo, pochi furono ritrovati all'interno degli edifici o per le strade, mentre un gruppo di circa trecento corpi venne ritrovato nei magazzini del porto morti carbonizzati, sorpresi nel sonno dalle colate piroclastiche.

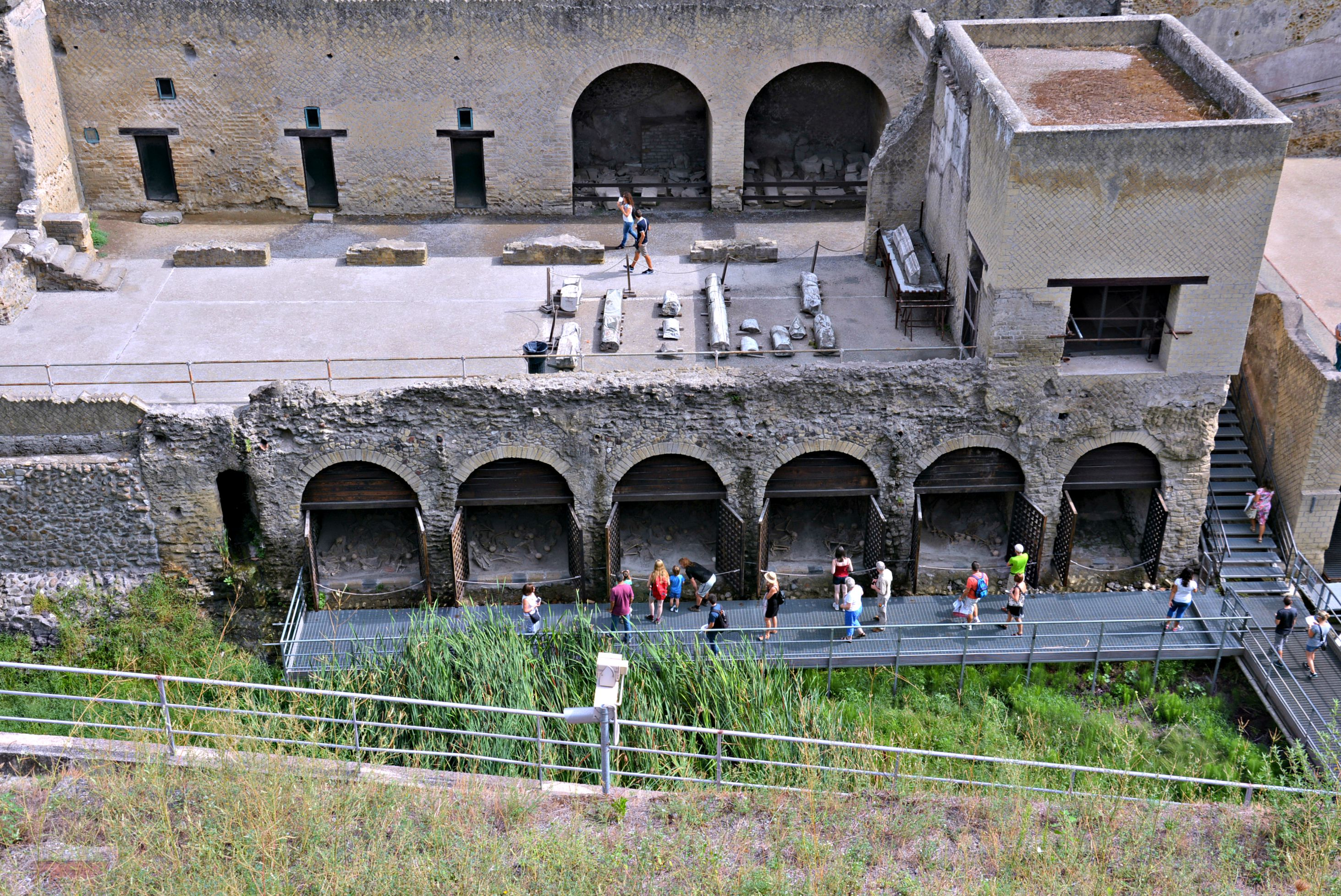
I fornici dei porto dove si rifugiarono gli abitanti di Ercolano

L'economia di Ercolano non si basava sull'attività manifatturiera ma era basata principalmente sulla pesca, con la zona portuale favorita dalle due insenature alla foce dei fiumi, una ad est più ampia, l'altra ad ovest più piccola, e sull'agricoltura con la coltivazione di ulivi, grano, fichi e viti e la produzione di vino come il Lacrima Christi e la Lympha Vesuviana. La città era dotata di un foro e le principali attività economiche erano date dalle botteghe e dall'affitto di locali commerciali e abitazioni restaurate.
Avendo una funzione per lo più residenziale, la città godeva di una minore autonomia culturale e ciò favoriva il campo dell'innovazione, visibile anche nell'architettura: la casa ercolanense infatti, rispetto a quella pompeiana, era più piccola ma decorata talvolta in modo più sfarzoso, con l'uso di affreschi, mosaici e marmi con la tecnica del opus sectile. Le case più lussuose erano poste lungo il ciglio della collina, a picco sul mare, o poco fuori dal centro urbano, come ad esempio la Villa dei Papiri: le abitazioni godevano di acqua corrente ma non tutte erano dotate di fognatura. Rispetto a Pompei inoltre, a Ercolano non sono stati rinvenuti manifesti elettorali lungo i muri, così come il linguaggio dei graffiti risulta essere meno ironico. La città era dotata di tre complessi termali tra cui le Terme Suburbane e quelle del Foro, una Palestra, un Teatro in grado di ospitare 2 500 persone, diversi templi e edifici pubblici come la Basilica e la Basilica Noniana, mentre le mura, originariamente costruite a scopo difensivo con grossi ciottoli di pietra lavica e pomici e nelle quali si aprivano strette porte, dopo la conquista romana divenute inutili, vennero in parte inglobate all'interno degli edifici.

## Scavi archeologici

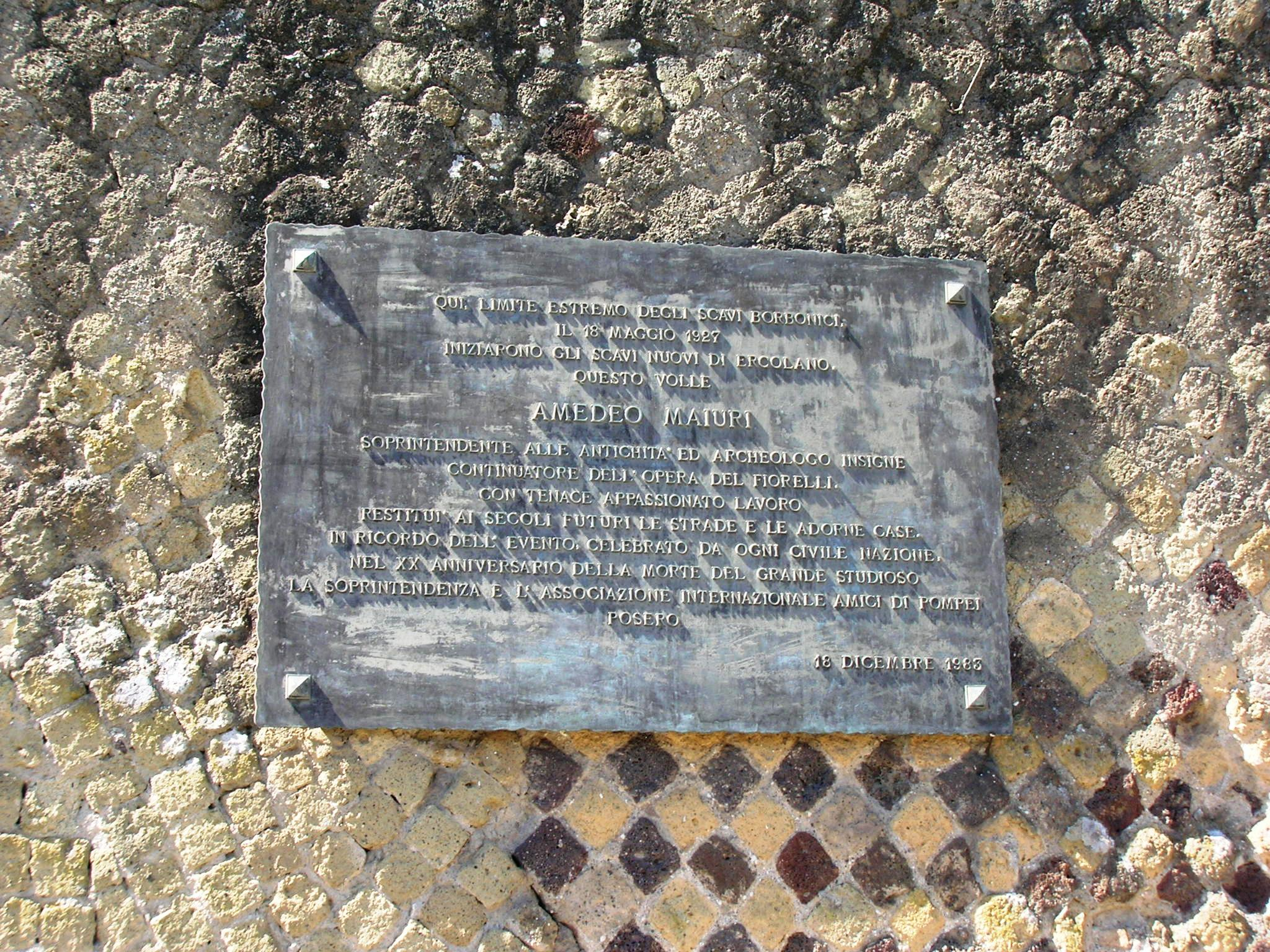
Targa commemorativa che indica il limite degli scavi effettuati da Amedeo Maiuri

Tra il 1709 e 1710 durante i lavori di costruzione di un pozzo, un contadino si imbatté in alcuni pezzi di marmo: aveva ritrovato il teatro dell'antica Ercolano; dei primi scavi, tramite cunicoli sotterranei, furono condotti per volere del principe Emanuele Maurizio d'Elbeuf, ma interrotti poco dopo dalla magistratura per il timore di crolli degli edifici sovrastanti. Nuove esplorazioni si ebbero a partire dal 1738 su richiesta di Roque Joaquín de Alcubierre a Carlo di Borbone, a cui si affiancò nel 1750 Karl Jakob Weber: con la scoperta di Pompei e lo spostamento dei mezzi e degli uomini verso il nuovo sito, le indagini ad Ercolano cessarono definitivamente nel 1780.
Nel corso del XIX secolo furono effettuate due brevi campagne, questa volta utilizzando la tecnica dello scavo a cielo aperto: la prima dal 1828 al 1855 voluta da Francesco I delle Due Sicilie, la seconda dal 1869 al 1875 guidata da Giuseppe Fiorelli, entrambe sospese per scarsi ritrovamenti.
Una svolta nelle indagini si ebbe nel 1924 con il soprintendente Amedeo Maiuri, seguito poi da Antonio De Franciscis: dopo un lungo lavoro di espropri, in circa venti anni di scavo riportò alla luce quattro ettari, che corrispondono all'estensione del parco archeologico attuale, sui venti totali dell'antica città, a cui seguirono lavori di consolidamento e di restauro. Piccole campagne di scavo si sono avute anche durante la seconda metà del XX secolo, quando si è provveduto per lo più al mantenimento del sito: nel 1997 gli scavi archeologici di Ercolano, insieme a quelli di Pompei e Oplonti sono stati dichiarati dall'UNESCO patrimonio dell'umanità. La maggioranza dei reperti rinvenuti a Ercolano è custodita all'interno del Museo archeologico nazionale di Napoli: si tratta di oggetti di uso quotidiano, pitture, mosaici e statue. Nelle case ercolanensi, grazie allo strato di pappamonte che si è formato a seguito dell'eruzione, è possibile vedere i resti di pezzi di legno carbonizzato, mobilio e tramezzi ed è proprio per lo strato solido di roccia che il sito nel corso degli anni si è protetto da eventuali saccheggi, per via della difficoltà di scavo e della notevole profondità.

## Cultura di massa
L'antica di Ercolano e i suoi ritrovamenti sono stati oggetto di diversi film e documentari. Nel 1962 il film diretto da Gianfranco Parolini, Anno 79 - La distruzione di Ercolano, la città fa da sfondo alle vicende del tribuno Marco Tiberio e della schiava Livia nelle ore dell'eruzione del Vesuvio.
Del 2002 è il documentario Gli scheletri del Mistero, che ha coinvolto l'archeologo Mario Pagano, il vulcanologo Giuseppe Mastrolorenzo e l'antropologo Pierpaolo Petrone: il tema è quello del ritrovamento degli scheletri lungo l'antica spiaggia di Ercolano.
Altri documentari sono Herculaneum diari del buio e della luce, del regista Marcellino de Baggis e I segreti di Ercolano, realizzato dalla Rai nel 2019. Alberto Angela si è occupato più volte di Ercolano: in particolare nel documentario Stanotte a Pompei e nell'ultima puntata della quarta edizione di Meraviglie - La penisola dei tesori, dove si è soffermato sul teatro.